# Batman vs. Robin
Batman Vs. Robin (en español, Batman contra Robin) es una película animada estadounidense de 2015, basada en los personajes de Batman y Robin. Esta es quinta película del Universo de Películas Animadas de DC, basada ligeramente en el arco argumental Batman: La Corte de los Búhos.
La película sirve como secuela directa de Son of Batman (2014).

## Sinopsis
Las sombras de Ciudad Gótica no son lugar para un niño pero Damian Wayne no es un niño normal. Ahora portando el manto de Robin, lleva un camino temerario y obstinado junto a su padre, Batman. Mientras investiga la escena de un crimen, Robin se encuentra con una misteriosa figura, Talon, que lo lleva por un camino que le cambiará la vida a través de las profundidades de una sociedad secreta conocida como La Corte de los Búhos. Es un viaje peligroso que forzará a Batman y Robin a enfrentarse a sus más peligrosos adversarios: Uno contra el otro.

## Argumento
Durante una investigación de niños desaparecidos, Damian Wayne, el actual Robin e hijo ilegítimo de Batman y Talia Al Ghul, lleva el Batimovil a una fábrica de juguetes abandonada sin el consentimiento de su padre. Encuentra al agresor, Anton Shcott (Dollmaker), quien a transformado a algunas de sus víctimas en muñecas. Batman llega, y en la batalla resultante, Robin persigue a Dollmakee mientras Batman golpea a las muñecas con gasolina y libera a los niños resultantes. Al derrotar a Schott, Robin decide dejarlo vivir, pero un asesino enmascarado llamado Talon de repente mata al criminal y enmarca a Robin por el asesinato. Batman finalmente se convence de la inocencia de Robin después de encontrar una pluma de búho en la escena del crimen.
La noche siguiente, Bruce Wayne (el alter ego de Batman) cena en la Mansion Wayne con su socia socialité Samantha Vanaver, que conoce a Damian. Más tarde, intenta conectarse con Damian, pero expresa su frustración hacia Bruce por no confiar en él. Bruce sale, dejando a Damian con Nightwing para que lo cuide (un acto que hace que Nightwing cancele su cita con Starfire), y comienza a investigar la pluma del búho, que lo lleva al Hall of Owls del Museo de Historia Natural de Gotham. Al hacerlo recuerda una historia de su infancia sobre la Corte de los Búhos, una sociedad secreta de hombres ricos que gobernaron Gotham desde las sombras y mataron a cualquiera que se le opusiera a ellos enviando agentes llamados garras. La noche en que sus padres fueron asesinados, Bruce avisto una lechuza aferrando a un murciélago que huía de la escena del crimen. Después de eso, se convenció de que la Corte de los Búhos era la culpable, pero al no encontrar pruebas de su existencia, Bruce desestimó la leyenda.
Mientras continúa investigando, Batman es atacado y casi asesinado por tres no-muertos, asaltantes enmascarados como búhos. Después de matar a uno, Batman continúa luchando, recibiendo muchas heridas en el proceso. Al final de la pelea, Batman se encuentra derrotado y observa a los dos asaltantes restantes prepararse para matarlo, solo para que de repente se licúen en lodo negro. Mientras tanto, Damian, quien escapó de Nightwing y huyó de la mansión, se le acerca Talon, quien alienta la elección de Robin de castigar a los criminales y le ofrece a Robin la oportunidad de unirse a él. Sin estar seguro de la decisión, Robin regresa a la casa, donde Bruce lo descubre y le advierte que lo enviará a una escuela en Suiza a menos que aprenda a disciplinarse.
Mientras conducía a una cita con Samantha, Bruce es secuestrado por personas con máscaras de búho blanco. Posteriormente es llevado ante la Corte de los Búhos, que le ofrece a Bruce la oportunidad de unirse a ellos. Después de que Bruce se va, dado el tiempo para considerar la oferta, aparece Talon y se revela que esta trabajando para la Corte, que esta reuniendo secretamente un ejército de garras inhumanas y no-muertas para destruir Gotham City y permitir que la Corte la reconstruya a su propia imagen. Sin embargo, sus garras actuales son imperfectas y se disuelven después de un período de tiempo. Resulta pronto que Talon está teniendo una relación romántica con Samantha, quien resulta ser el líder de la Corte de los Búhos, conocida como el "Gran Maestro". Aunque la Corte pretende que Talon se convierta en uno de los soldados no-muertos, con Robin como su reemplazo.
Damian, habiendo contactado con Talon, comienza a acompañarlo para sacar a los criminales de las calles, aunque frustra a Talon al dudar en matar. Sintiendo como Robin admira a Batman como un padre, sin saber que Damian es en realidad el hijo de Batman, Talon revela sus orígenes; solía ayudar a su padre al participar en los robos, queriendo complacerlo, pero fue sometido a abusos después de cometer errores, un acto que eventualmente llevó a Talon a llamar a la policía sobre su padre abusivo, quien fue abatido a tiros cuando blandía un arma. Fue entonces cuando Talon se unió a la Corte de los Búhos. Batman aparece luego de haber rastreado la actividad de Damian, pero Robin le impide seguir a Talon. Batman intenta convencer a Robin de que Talon lo esta utilizando, pero Robin no esta convencido, ya que cree que Batman esta tratando de impedir su potencial. Una confrontación estalla entre ellos cuando Robin, después de evitar que su padre persiga a Talon, ataca a Batman. La pelea termina con Robin amenazando con apuñalar a Batman, pero en lugar de eso, se va después de reafirmar su terminación.
Batman se cuela en el cuartel general de la Corte de los Búhos a través de las alcantarillas, pero termina expuesto al gas psicotrópico de la Corte, lo que causa que Batman alucine. Más tarde es rescatado por Nightwing y Alfred Pennyworth. Mientras tanto, Talon presenta a Robin a la Corte y al Gran Maestro. Cuando Damian cumple con la orden de la Corte de revelar su identidad, Samantha reconoce a Damian y deduce que su padre es Batman.
Posteriormente, le ordena a Talon que mate a Damian, pero él, en cambio, se dirige a la Corte: envía todos sus miembros antes de confrontar y matar a Samantha. Ahora en control de todo el ejército de garras de la Corte, Talon autoriza un asalto a Mansion Wayne, deja a Damian atrás, ofreciéndole otra oportunidad de unirse a él una vez que haya matado a Batman.
Talon y sus soldados atacan la Mansion Wayne, entrando en la Baticueva mientras Batman, Nightwing y Alfred luchan contra ellos. Aunque todos los soldados son eliminados, Talon derrota a Nightwing antes de lastimar a Batman en una pelea a puñetazos. Cuando se prepara para matar a Batman, Robin, que escapó de la sede de la Corte, interviene y toma el lugar de su padre. Damian finalmente derrota a Talon y, sosteniendo un sai en su garganta, le dice que nunca podría reemplazar a Batman porque este último es su padre. Sin embargo, Talon se suicida obligando a Robin a apuñalar su cuello, dejando a Robin aturdido y confundido.
Con Talon muerto y su ejército derrotado, Batman intenta darle la bienvenida a Robin en casa; sin embargo, se niega e insiste en que necesita resolver quién es. Con la aprobación de su padre, Damian deja Gotham para ir a un templo budista en los Himalayas y saber quien es.

## Voces
- Jason O'Mara es Bruce Wayne/Batman.
- Stuart Allan es Damian Wayne/Robin.
- David McCallum es Alfred Pennyworth.
- Sean Maher es Dick Grayson/Nightwing.
- Jeremy Sisto es Talon.
- Grey DeLisle es Samantha.
- Weird Al Yankovic es Anton Schott/Dollmaker.
- Robin Atkin Downes es Gran Maestro de la Corte de los Búhos.
- Peter Onorati es Draco.
- Kevin Conroy es Thomas Wayne.

## Curiosidades
- En la película Bruce utiliza como código de seguridad el número 1939. Ese año fue en que el personaje debutó en los cómics.

- En un momento de la pelea Talon le menciona a Dick que habría sido un buen Talon. En los cómics se revela que Dick estuvo destinado a convertirse en un Talon hasta que Bruce Wayne lo adoptó.

- El miembro de la Corte de los Búhos que se opone al reclutamiento de Bruce guarda un gran parecido con su supuesto hermano Lincoln March.